# Þór (Vorname)
Þór ist die isländische und färöische Variante des Vornamens Thor.

## Herkunft und Bedeutung
Der Name leitet sich vom Gott Thor ab. Er ist als erster Vorname in Island kaum gebräuchlich, jedoch der häufigste zweite Vorname.

## Ableitungen
Viele isländische Namen beginnen mit Þór- (auch Þor-); Beispiele sind Þorbjörg, Þorbjörn, Þorgeir, Þorgerður, Þorgrímur, Þorleifur, Þorsteinn, Þorvaldur, Þorvarður, Þóra, Þórarinn, Þórður, Þórhildur, Þórir, Þórdís und Þórunn. Auch werden einige Namen durch das Suffix -þór gebildet; Beispiele sind Arnþór, Gunnþór, Steinþór.

## Namensträger
- Árni Þór Hallgrímsson (* 1968), isländischer Badmintonspieler
- Árni Þór Sigtryggson  (* 1985), isländischer Handballspieler
- Árni Þór Sigurðsson (* 1960), isländischer Politiker
- Arnór Þór Gunnarsson (* 1987), isländischer Handballspieler
- Fannar Þór Friðgeirsson (* 1987), isländischer Handballspieler
- Friðrik Þór Friðriksson (* 1954), isländischer Filmregisseur und Filmemacher
- Guðlaugur Þór Þórðarson (* 1967),  isländischer Politiker (Unabhängigkeitspartei)
- Ólafur Þór Gunnarsson (Fußballspieler) (* 1977), ehemaliger isländischer Fußballnationalspieler
- Ólafur Þór Gunnarsson (Politiker) (* 1963), isländischer Politiker
- Ólafur Þór Hauksson (* 1964), isländischer Sonderstaatsanwalt
- Jón Þór Birgisson (* 1975), Gitarrist und Sänger der isländischen Band Sigur Rós
- Jónas Þór Næs (* 1986), färöischer Fußballspieler
- Kristján Þór Júlíusson (* 1957), isländischer Politiker (Unabhängigkeitspartei)
- Tryggvi Þór Herbertsson (* 1963),  isländischer Politiker (Unabhängigkeitspartei)

- Þór Saari (* 1960), isländischer Politiker (Bürgerbewegung)
- Þór Heimir Vilhjálmsson (1930–2015), isländischer Rechtswissenschaftler
- Þór Whitehead (* 1943), isländischer Historiker